# Budwiecie (Litwa)
Budwiecie (lit. Būdvietis) – wieś w południowej Litwie, w okręgu olickim, w rejonie łoździejskim. Są położone na granicy z Polską. W 2001 roku liczyły 186 mieszkańców. 
Wieś nadała nazwę starostwu, choć jego siedziba mieści się w sąsiedniej miejscowości Ostra Kirsna (lit. Aštrioji Kirsna). We wsi drewniany spichlerz z 1803, jedyny taki na Litwie.